# Castellar de la Selva
Castellar de la Selva es una entidad de población española del municipio de Quart, perteneciente a la provincia de Gerona, en la comunidad autónoma de Cataluña.

## Historia
Hacia mediados del siglo XIX, el lugar, por entonces con ayuntamiento propio, tenía contabilizada una población de 69 habitantes. Aparece descrito en el sexto volumen del Diccionario geográfico-estadístico-histórico de España y sus posesiones de Ultramar de Pascual Madoz con las siguientes palabras:

CASTELLAR DE LA SELVA: l. con ayunt. en la prov., part. jud. y dióc. de Gerona (1 1/2 leg.), aud. terr., c. g. de Barcelona (14): sit. en terreno montuoso, con buena ventilacion y clima sano. Tiene sobre 20 casas y una igl. parr., cuyo curato es de ingreso. El term. confina con Llambillas, Cuart, Madremaña y Monnegre; este último del part. de La Bisbal. El terreno es de buena calidad; contiene una parte de bosque, y le cruzan varios locales. pobl.: 14 vec. de catastro, 69 alm cap. prod.: 802,000. imp.: 20,050.
(Madoz, 1847, p. 101)

El municipio de Castellar de la Selva desapareció de cara al censo de 1857, al incorporarse al de Quart. En 2023, la entidad singular de población tenía empadronados doce habitantes.